# Pruvotella
Pruvotella is een geslacht van weekdieren uit de klasse van de Gastropoda (slakken).

## Soorten
- Pruvotella danae Pruvot-Fol, 1942
- Pruvotella pellucida (Quoy & Gaimard, 1833)